# Ветрацкио (Форли-Чезена)
Ветрацкио је насеље у Италији у округу Форли-Чезена, региону Емилија-Ромања.
Према процени из 2011. у насељу је живело 10 становника. Насеље се налази на надморској висини од 375 м.